# Monte Cristo Peak
Monte Cristo Peak is een bergtop in de Henry M. Jackson Wilderness in de Amerikaanse staat Washington.
Monte Cristo is vernoemd naar de mijnbouwboomstad Monte Cristo, die dateert uit de late 19e en vroege 20e eeuw. De stad is gelegen op het noordwestelijke deel van de berg. De stad was voor een paar jaar in handen van John D. Rockefeller. Er zijn een spoorweg en kabeltram gebouwd met als doel het vervoer van materialen.